# 沖島 (愛知県)
沖島（おきしま）とは、三河湾にある三河湾国定公園内の島。対岸（東幡豆海岸）から約1.5km離れた無人島であり、面積は約8ha。愛知県西尾市に属する。別名・猿が島（さるがしま）、弁天島。
島内はシイ、タブノキ、モチノキが生い茂る照葉樹林の森林となっている。島の中央部に神社（沖嶋社）があり、全島が境内である。

## 歴史
沖島はその植生から、古くから植物研究目的での来島者がいた。1950年代には前島と共に観光開発が図られ、島を巡回する遊覧船が就航している。前島が名古屋鉄道の手によりウサギなどを放し飼いにした「うさぎ島」として開発されたのに対し、沖島は日本モンキーセンターの支所として小豆島で捕獲した野生のニホンザル36頭が学術研究用に放たれ、「猿が島」と呼ばれるようになった。両島は公益財団法人日本モンキーセンターが運営する三河湾海上動物園となり、沖嶋社の拝殿に隣接してニホンザル展示館が建設された。東幡豆港・前島・沖島・西浦港間の定期船も1958年9月から就航した。その後ニホンザルの数は90頭にまで増えた。
経営悪化により1997年（平成9年）11月30日に三河湾海上動物園は閉園。放し飼いにされていたニホンザルは日本モンキーパークに引き取られている。閉園時に定期船も廃止され、現在は潮干狩りシーズン中に漁協による船が就航するのみである。

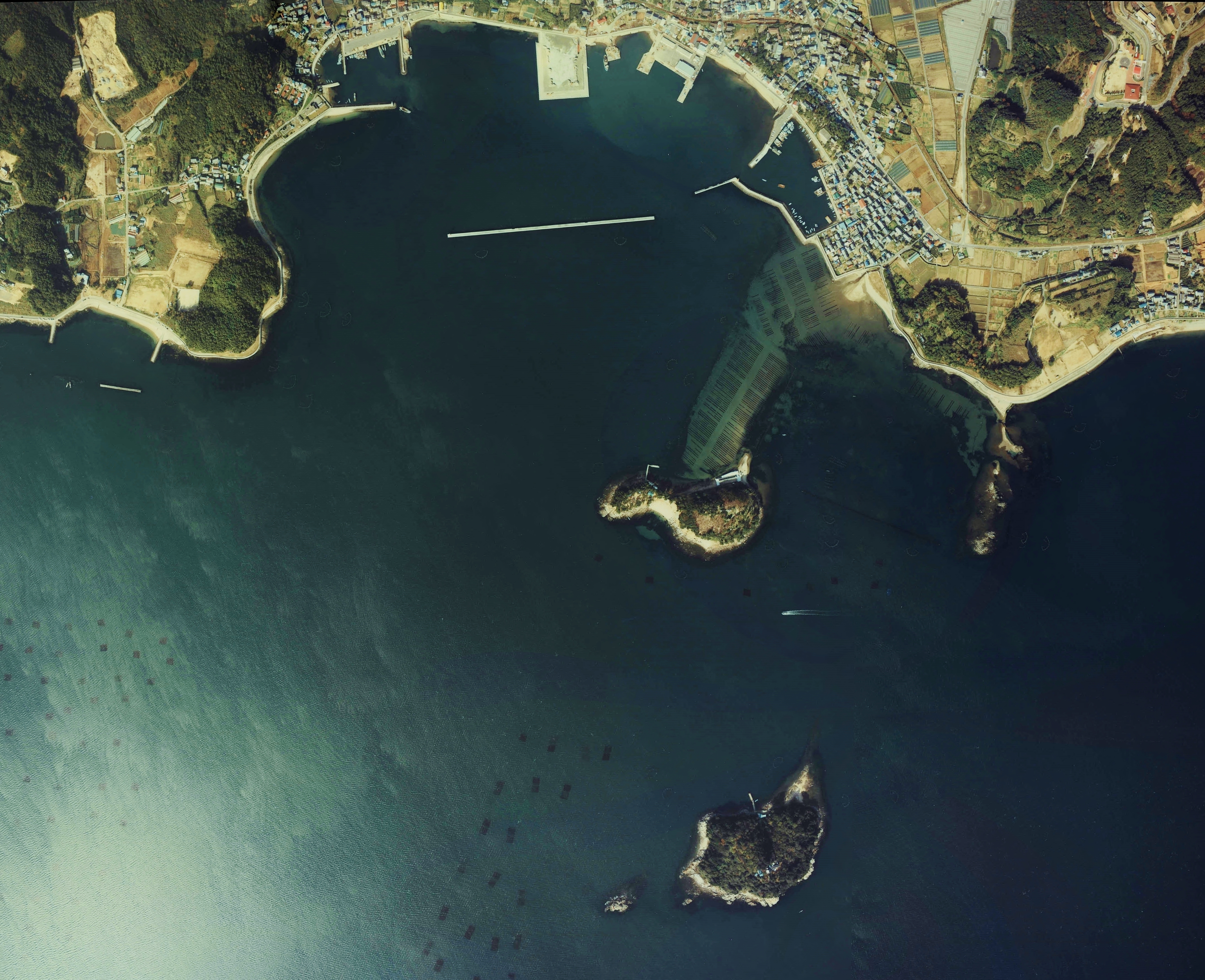
東幡豆港周辺の空中写真。沖合いにある島が沖島。本土寄りにある島は前島。 1982年撮影の2枚を合成作成。
国土交通省 国土地理院 地図・空中写真閲覧サービスの空中写真を基に作成。